# Плетни (Курганская область)
Плетни — деревня в Мишкинском районе Курганской области России. Входит в состав Дубровинского сельсовета.

## География
Деревня находится на западе Курганской области, в пределах юго-западной части Западно-Сибирской равнины, в лесостепной зоне, на южном берегу озера Дубровного, на расстоянии примерно 36 километров (по прямой) к северо-северо-западу (NNW) от Мишкина, административного центра района. Абсолютная высота — 139 метров над уровнем моря.

### Климат
Климат характеризуется как континентальный, с холодной продолжительной малоснежной зимой и тёплым сухим летом. Среднегодовая температура — 2,1 °C. Средняя максимальная температура воздуха самого тёплого месяца 23 — 26 °C. Безморозный период длится 115—119 дней. Годовое количество атмосферных осадков — 370—380 мм.

### Часовой пояс
Деревня Плетни, как и вся Курганская область, находится в часовой зоне МСК+2. Смещение применяемого времени относительно UTC составляет +5:00.

## История
До 1917 года входила в состав Воскресенской волости Челябинского уезда Оренбургской губернии. По данным на 1926 год состояла из 221 хозяйства. В административном отношении входила в состав Дубровинского сельсовета Воскресенского района Челябинского округа Уральской области.

## Население
| 1989 | 2002 | 2010 |
| ---- | ---- | ---- |
| 134  | ↘87  | ↘42  |

По данным переписи 1926 года в деревне проживало 1038 человек (496 мужчин и 542 женщины), в том числе: русские составляли 100 % населения.

### Гендерный состав
По данным Всероссийской переписи населения 2010 года в гендерной структуре населения мужчины составляли 45,2 %, женщины — соответственно 54,8 %.

### Национальный состав
Согласно результатам Всероссийской переписи населения 2002 года, в национальной структуре населения русские составляли 96 %.